# Клитарх
Вижте пояснителната страница за други личности с името Клитарх.
Клитарх (на латински: Cleitarchus, Clitarchus, Kleitarchos; на гръцки: Κλείταρχος) е древногръцки историк от края на 4 и началото на 3 век пр.н.е.
Син е на историка Динон от Колофон в Лидия.
Между 323 и 283 пр.н.е. (вероятно през 310 пр.н.е.) Клитарх пише история за Александър Велики в най-малко 12 книги. Още не е ясно дали го познава лично или взема участие в неговите походи, което е по-невероятно. От произведението, което играе важна роля при другите историци за Александър, са запазени фрагменти. То служи като източник на т.нар. Vulgatatradition, понеже в него той разказва в стил на роман. Използва книгите на Калистен от Олинт и разкази на участващи в похода на Александър, между тях и на обикновени войници.
17-а книга на Диодоровата Световна история се основава на произведението на Клитарх. То е най-четената история за Александър.